# Jan Pająk (ufolog)
Jan Pająk (ur. 25 maja 1946 we Wszewilkach) – polski inżynier i informatyk, doktor nauk technicznych, ufolog oraz zbieracz mądrości ludowych różnych kultur.

## Życiorys
Jego ojciec był mechanikiem. Absolwent I LO w Miliczu (1964).

### Kariera naukowa
W 1970 ukończył studia na Wydziale Mechanicznym Politechniki Wrocławskiej. Następnie podjął pracę na tej uczelni. W 1974 uzyskał stopień doktora na podstawie pracy pt. Analityczne badanie rozkładu temperatur we wrzecionach obrabiarek skrawających ze szczególnym uwzględnieniem wrzeciona tokarki. Promotorem jego pracy był doc. dr inż. Jerzy Jędrzejewski. Po obronie pracy doktorskiej objął stanowisko adiunkta.
Od 1975 do 1977 był zatrudniony na pół etatu we Wrocławskich Zakładach Elektronicznych Mera-Elwro. W latach 1978–1981 pracował jako konsultant naukowy w Jelczańskich Zakładach Samochodowych. W 1982 wyemigrował z Polski do Nowej Zelandii (w 1985 otrzymał obywatelstwo nowozelandzkie). Znalazł początkowo zatrudnienie na Canterbury Christ Church University. W 1983 rozpoczął pracę na Southern Institute of Technology w Invercargill. W latach 1988–1990 zatrudniony na Uniwersytecie Otago. W 1992 wyjechał na Cypr, gdzie został zatrudniony na jednoroczny kontrakt na Eastern Mediterranean University w Famaguście. W 1993 wyjechał do Malezji, gdzie jako profesor nadzwyczajny (Associate Professor) pracował na University of Malaya w Kuala Lumpur (1993–1996) oraz na Universiti Malaysia Sarawak w Kuching (1996–1998).
W 1998 wrócił do Nowej Zelandii. W latach 1999–2000 pracował jako wykładowca programowania komputerów na Aoraki Polytechnic w Timaru. W 2001 został zatrudniony w Wellington Institute of Technology (pracował tam do 2005). W 2007 został zaproszony na 10 miesięcy na stanowisko pełnego profesora przez Uniwersytet Ajou w Suwon w Korei Południowej.

### Działalność polityczna i społeczna
W 1980 został członkiem Niezależnego Samorządnego Związku Zawodowego „Solidarność”. W 2014 brał udział w wyborach do parlamentu Nowej Zelandii. Startował jako kandydat niezależny z okręgu Hutt South, według oficjalnych danych uzyskał 115 głosów. Sondował także możliwość zgłoszenia swojej kandydatury w wyborach prezydenckich w Polsce w 2015, jednakże w wyniku znikomego odzewu ze strony swoich zwolenników postanowił zrezygnować.

## Publikacje
- Zaawansowane urządzenia magnetyczne. Dunedin: 1998. Brak numerów stron w książce
- Przysłowia Wschodu oraz z innych stron świata. Wydawnictwo Poznańskie, 2003. Brak numerów stron w książce[8]
- Totalizm. Wellington: 2003. Brak numerów stron w książce

## Propagowane koncepcje

### Magnokrafty
W 1985 opracował tabelę rozwoju napędów, według której po silnikach elektrycznych i odrzutowych miałyby być wynalezione pędniki magnetyczne, telekinetyczne i umożliwiające manipulowanie czasem. Wehikuły z nowymi napędami – latające i wykorzystujące magnetyzm – nazwał magnokraftami. Twierdzi, że relacje o UFO są obserwacjami już zbudowanych (przez kosmitów) magnokraftów. Pająk opisał budowę hipotetycznego urządzenia, nazywanego przez niego komorą oscylacyjną, które byłoby zdolne wytworzyć pole magnetyczne do napędzania magnokraftu. Jak sam podaje, żaden zbudowany prototyp tej komory nie zadziałał.

### Koncept Dipolarnej Grawitacji
Według Pająka pole grawitacyjne jest 4-wymiarowym polem dipolarnym, którego rzut trójwymiarowy obserwujemy jako monopole grawitacyjne. Drugi biegun pola miałby znajdować się w przestrzeni równoległej, którą Pająk nazywa przeciw-światem, mieć masę ujemną, być zdolny do natychmiastowego ruchu i podróży w czasie. Pająk próbował opublikować ten koncept w czasopiśmie naukowym, jednak artykuł został odrzucony.

### UFOnauci
Znaczna część publikacji Jana Pająka jest poświęcona teorii spiskowej, według której Ziemia okupowana jest od 40 000 lat przez istoty pozaziemskie zwane przez niego UFOnautami. UFOnauci byli dawniej uważani za diabły lub pogańskie bóstwa. Mają oni poruszać się za pomocą magnokraftów, używać telekinezy i manipulować czasem, są odpowiedzialni za porwania ludzi, klęski żywiołowe, epidemie oraz katastrofy m.in.:
- wypadek samochodowy, w którym zginęli Andrzej Kurek i Zdzisław Kamiński, redaktorzy tworzący program Sonda (29 września 1989)
- atak na World Trade Center i Pentagon
- katastrofę budowlaną na Śląsku

Zdaniem Jana Pająka UFOnauci starają się na wszelkie sposoby ukryć swoje istnienie i niszczycielską działalność, stąd tyle wysiłku poświęca ich demaskowaniu, zaś UFOnauci starają się go powstrzymać, stosując wobec niego szeroki wachlarz środków nacisku: od drobnych sabotaży aż do porywania na pokłady ich statków i wywoływania fizycznych dolegliwości oraz chorób.

### Totalizm
W swoich publikacjach propaguje własną koncepcję filozoficzną zwaną przez niego totalizmem. Zawiera ona ilościowy opis pojęć etycznych i metafizycznych. Koncepcja ta nie znalazła uznania w świecie naukowym i akademickim. Totalizm miałby też być filozoficzno-religijną doktryną szczęśliwego życia, prowadzonego zgodnie ze sformalizowanymi zasadami moralnymi. Nazwa doktryny nawiązuje do średniowieczno-łacińskiego słowa totalis (całkowity) i nie ma nic wspólnego z obecnym znaczeniem słowa totalizm (synonim totalitaryzmu). Według Jana Pająka, stosowanie zasad totalizmu jest sposobem na powstrzymanie UFOnautów.